# Von der Skyline zum Bordstein zurück
Von der Skyline zum Bordstein zurück a rapper Bushido negyedik albuma. 
Az album címe visszautal az első album címére ("Vom Bordstein bis zur Skyline").
Az albumon nincsenek közreműködők, ő alkotta az egész albumot, kivéve 2 számot. Három kislemez-szám van az albumon: "Sonnenbank Flavour", "Janine" és a "Von der Skyline zum Bordstein zurück".
Egy interjúban Bushido azt mondta, hogy ez lesz az utolsó albuma, de 2007-ben egy újat adott ki. Az album platinalemez lett Németországban.

## Tracklista
1. "Von der Skyline zum Bordstein zurück (Intro)" – 2:08
2. "Universal Soldier" – 3:43
3. "Weißt Du?" – 3:39
4. "Goldrapper" – 3:54
5. "Sonnenbank Flavour" – 3:40
6. "Kurt Cobain" – 3:28
7. "Wenn ein Gangster weint" – 3:32
8. "Ich schlafe ein" – 3:16
9. "Hast Du was bist Du was" – 4:08
10. "Alphatier" – 3:43
11. "Bloodsport" – 4:01
12. "Sex in the City" – 4:02
13. "Dealer vom Block" – 3:48
14. "Bravo Cover" – 3:10
15. "Ich regele das" – 3:44
16. "Kickboxer" – 3:26
17. "Blaues Licht" – 3:59
18. "Janine" – 3:56
19. "Kein Fenster" – 3:46
20. "Von der Skyline zum Bordstein zurück" – 4:03
21. "Von der Skyline zum Bordstein zurück (Outro)" – 1:37

Bónusz: 
1. "Wieder von der Skyline zum Bordstein zurück"
2. "Knight rider"